# Jan Ryznar
Jan Ryznar (ur. 24 czerwca 1920 w Radochońcach, zm. 3 kwietnia 1997) – polski rolnik oraz działacz ludowy i spółdzielczy, poseł na Sejm PRL II, III, IV i V kadencji.

## Życiorys
Syn Jana i Ludwiki. Uzyskał wykształcenie podstawowe, po II wojnie światowej podjął pracę w gospodarstwie rolnym. Od 1946 do 1947 był sołtysem w Starej Górze, a od marca 1948 do lutego 1950 kasjerem i członkiem zarządu w Okręgowej Mleczarni Spółdzielczej w Górze Śląskiej. Przez kolejny rok pełnił funkcję sekretarza zarządu oddziału powiatowego Związku Samopomocy Chłopskiej. W lutym 1950 został przewodniczącym Gminnego Komitetu Wykonawczego Towarzystwa Przyjaźni Polsko-Radzieckiej w Górze. Potem był prezesem Zarządu Wojewódzkiego TPPR w Białymstoku i członkiem Zarządu Głównego TPPR.
Od 1945 do grudnia 1948 należał do Polskiego Stronnictwa Ludowego, a od stycznia 1949 do Stronnictwa Ludowego, w którym od marca był prezesem Gminnego Zarządu w Górze. Wraz z tą partią przystąpił w listopadzie 1949 do Zjednoczonego Stronnictwa Ludowego. Pełnił funkcję sekretarza Powiatowego Komitetu tej partii w Górze (1951–1952) i Kłodzku (1952–1954). W latach 1954–1969 był prezesem Wojewódzkiego Komitetu (do 1956 Wojewódzkiego Komitetu Wykonawczego) ZSL w Białymstoku. W 1954 był także instruktorem w Naczelnym Komitecie Wykonawczym partii. W latach 1956–1969 zasiadał w Naczelnym Komitecie ZSL, a następnie (do 1984) w Głównej Komisji Rewizyjnej ZSL, od listopada 1969 do sierpnia 1980 będąc jej sekretarzem.
Był radnym Wojewódzkiej Rady Narodowej, a w 1957, 1961, 1965 i 1969 uzyskiwał mandat posła na Sejm PRL. Po raz pierwszy został wybrany w okręgu Bielsk Podlaski, potem wybierany w okręgu Ełk. Od III kadencji Sejmu zasiadał w Komisji Komunikacji i Łączności.
Pochowany na cmentarzu wojskowym na Powązkach (B17/4/19) wraz z żoną Janiną z domu Pacholec (1928–2013).

## Odznaczenia
- Order Sztandaru Pracy II klasy
- Krzyż Oficerski Orderu Odrodzenia Polski
- Złoty Krzyż Zasługi (1955)[2]
- Medal 10-lecia Polski Ludowej (1955)[3]
- Odznaka 1000-lecia Państwa Polskiego